# Banbian Shan
Banbian Shan (chinesisch 半邊山 ‚Halber Berg‘) ist ein Hügel auf King George Island im Archipel der Südlichen Shetlandinseln. Auf der Fildes-Halbinsel ragt er südöstlich der chilenischen Base Presidente Eduardo Frei Montalva auf. Die der Ardley Cove zugewandte Seite ist durch einen Erdrutsch kollabiert.
Chinesische Wissenschaftler benannten ihn 1986 deskriptiv im Zuge von Vermessungs- und Kartierungsarbeiten.